# 马修·拉宾
马修·乔尔·拉宾（英語：Matthew Joel Rabin，1963年12月28日—），加州大学伯克利分校经济系纪念Edward G.和Nancy S. Jordan经济学教授。他在美国威斯康辛大学获得本科学位，之后在麻省理工学院攻读经济学博士，之后在英国从事金融学研究。2001年获得约翰·贝茨·克拉克奖。